# Lángszínű tőkegomba
A lángszínű tőkegomba (Pholiota flammans) a harmatgombafélék családjába tartozó, Eurázsiában és Észak-Amerikában honos, korhadó fenyőtörzseken élő, nem ehető gombafaj.

## Megjelenése
A lángszínű tőkegomba kalapja 4-8 cm széles; alakja fiatalon domború, amely idővel szélesen domború, harangszerű vagy akár majdnem lapossá szélesedik. Színe eleinte élénk citromsárga, később vörösesbarnás árnyalatú lesz. Felületét ugyanilyen színű, szőrös pikkelyek borítják; a pikkelyek alatt nedves időben nyálkás. 
Húsa kénsárga. Szaga fiatalon kellemes, fűszeres, íze enyhe; idősen retekszagú, íze keserű. 
Sűrű lemezei tönkhöz nőttek. Színük eleinte sárga, élük esetenként barnás; idővel fahéjbarnára sötétednek. 
Tönkje 5-10 cm magas és 0,8-1,5 cm vastag. Felülete a csúcsán, a galléröv felett sima, alatt sárga pikkelyekkel borított. 
Spórapora barna. Spórája elliptikus, sima, mérete 4-5 x 2,5-3 µm.  

### Hasonló fajok
A tüskés tőkegomba jóval nagyobb, pikkelyei sötétebbek és általában élő fák sérült tönkjének alsó részén nő.

## Elterjedése és termőhelye
Eurázsiában és Észak-Amerikában honos. 
Elsősorban fenyvesekben él, ahol korhadó fatörzseken, tuskókon, mohával borított földön, fatörmeléken található meg kisebb csoportokban vagy magányosan. Ritkán lombos erdőben is előfordulhat. Nyár végén és ősszel terem.

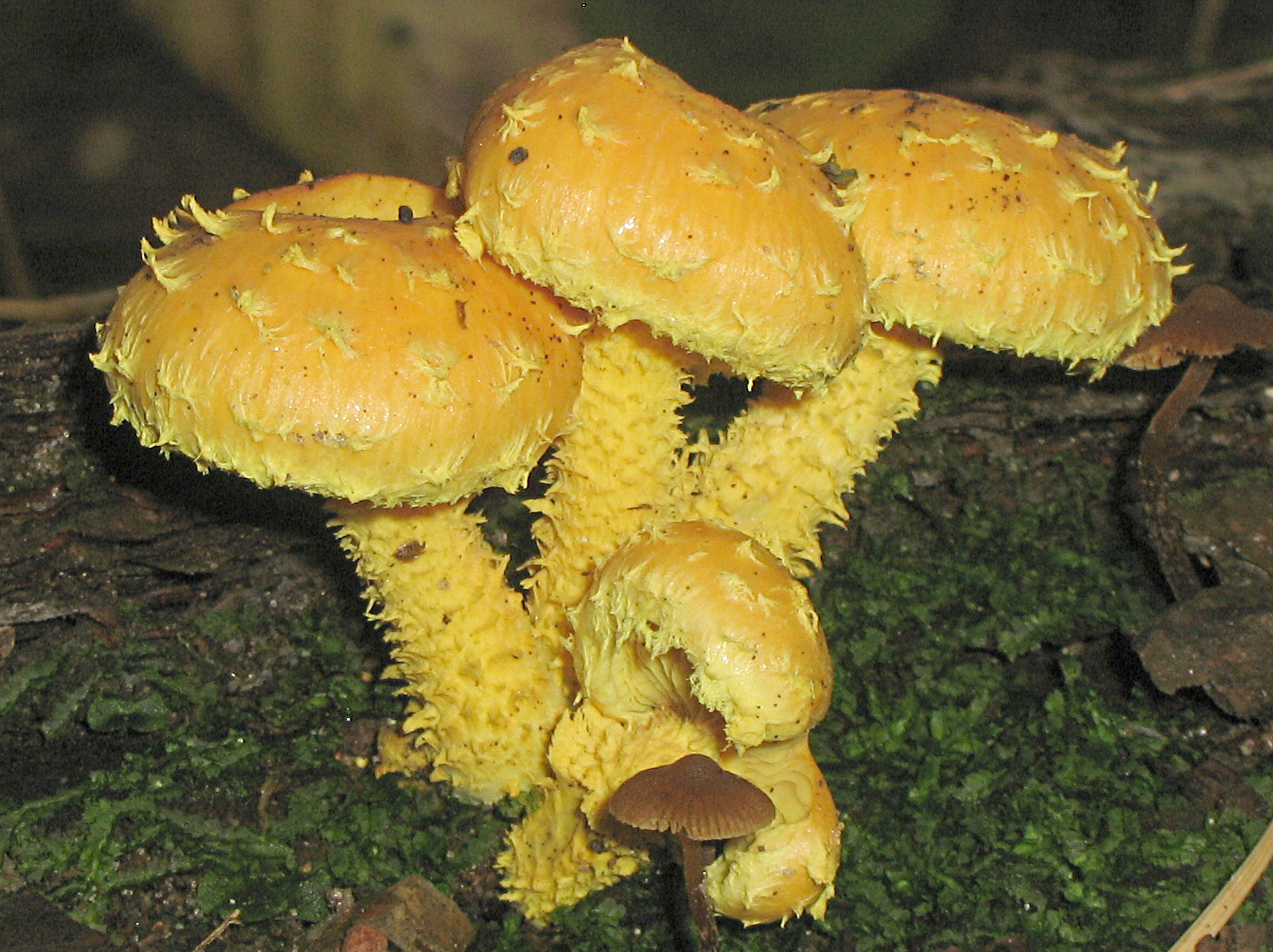
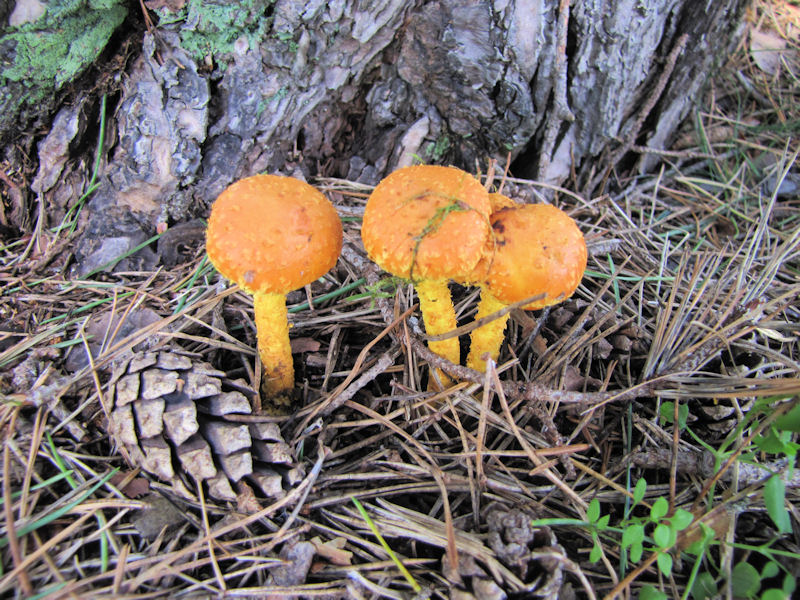
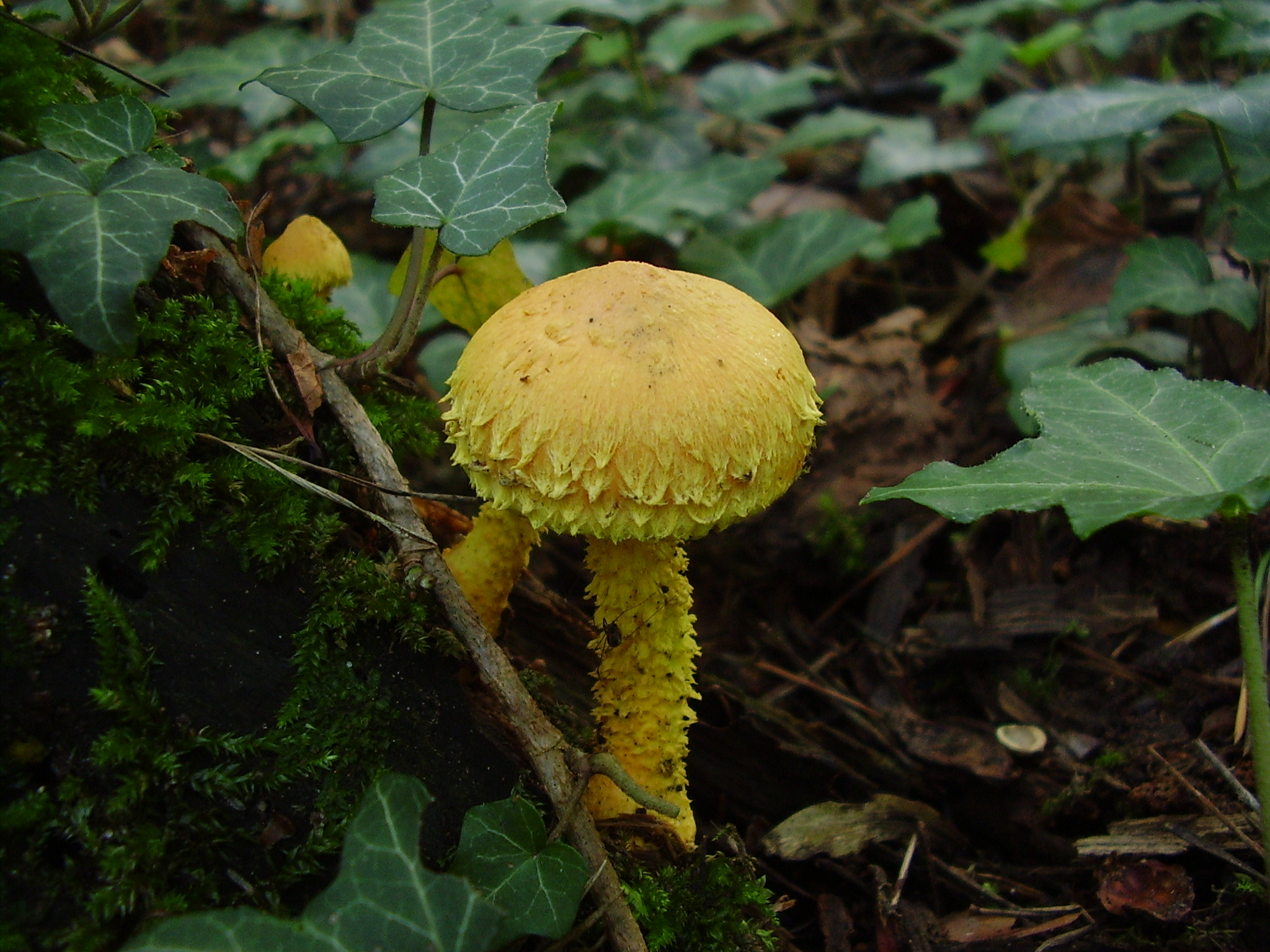
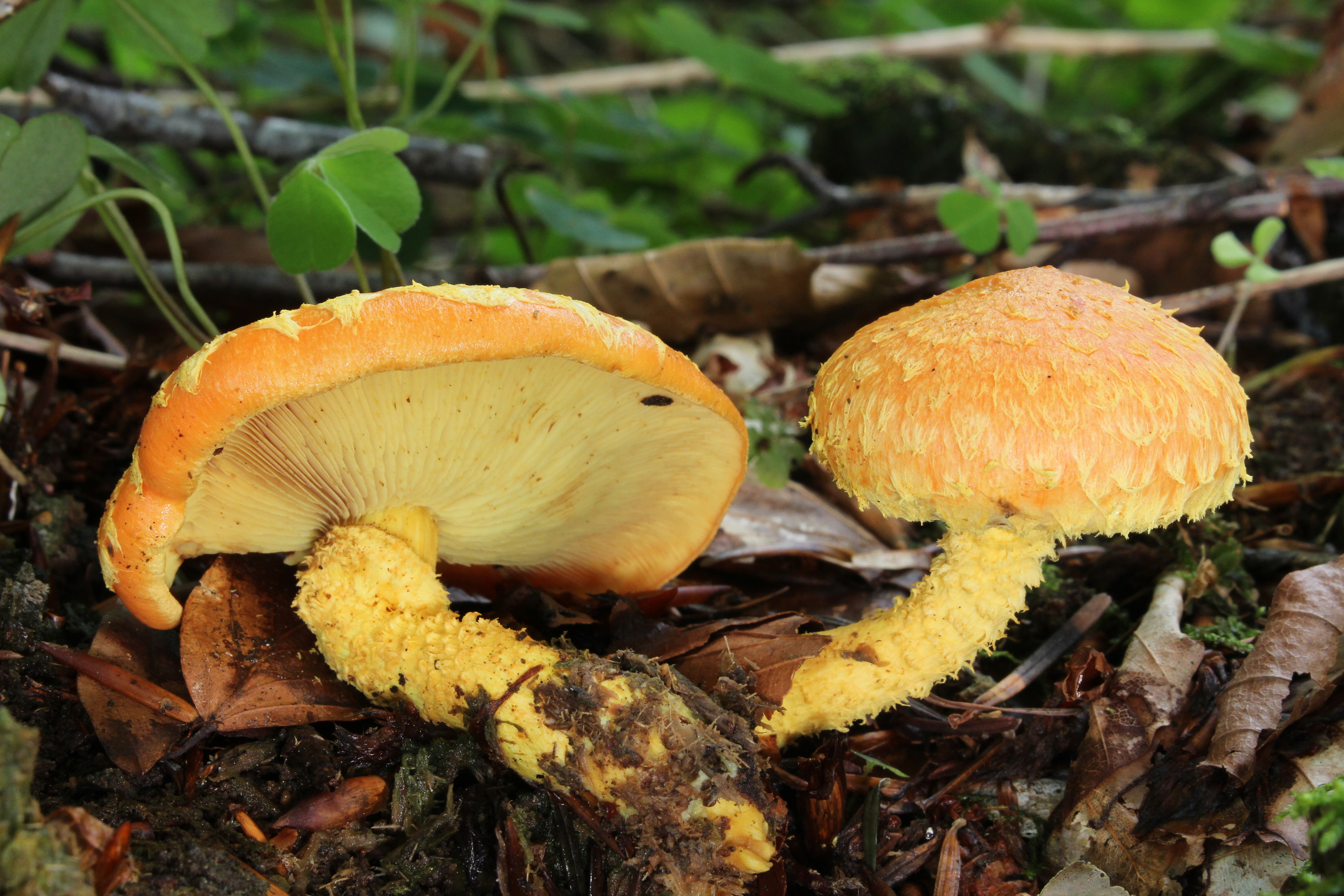
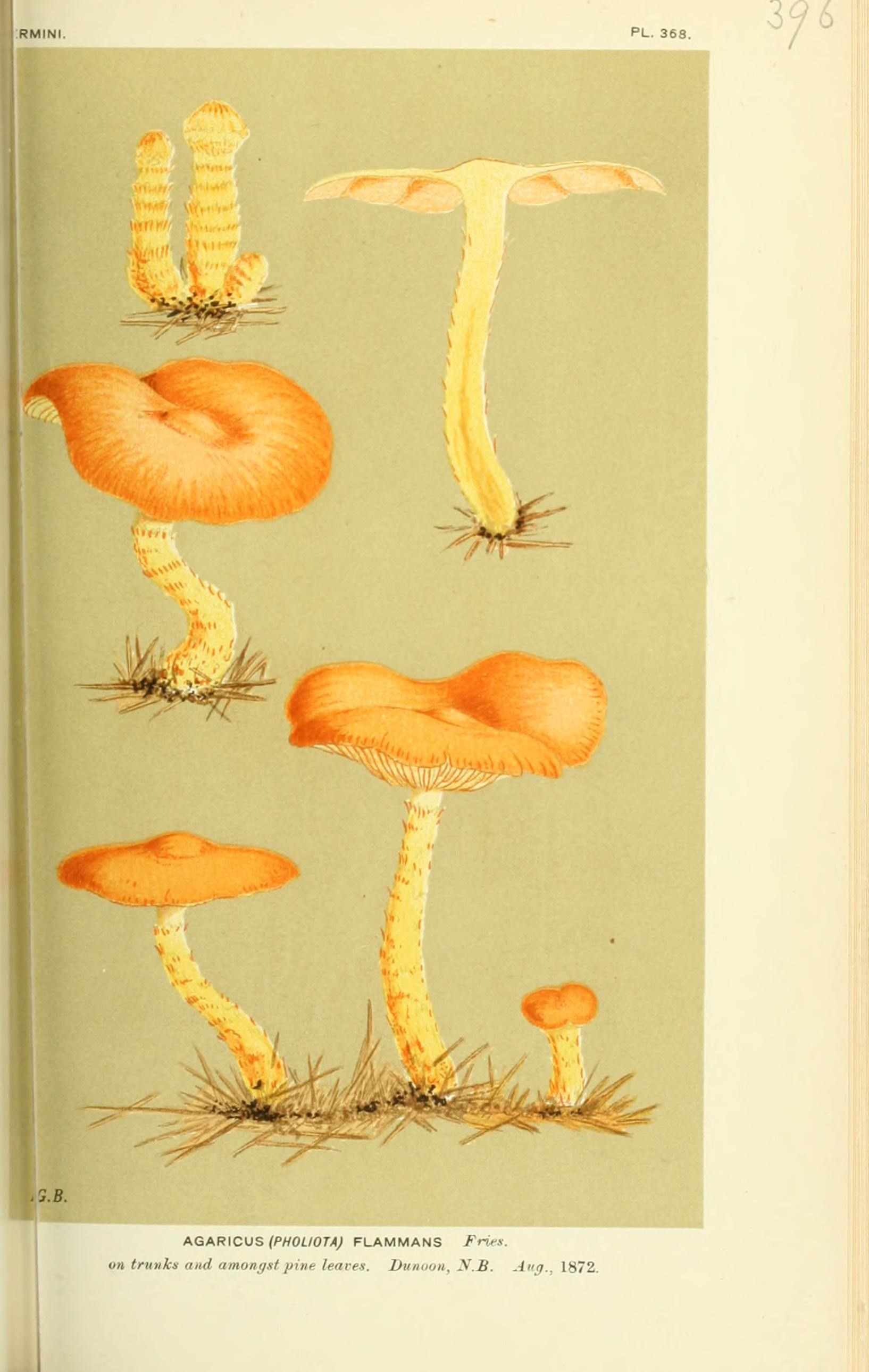

Nem ehető. 